# Bravães
Bravães es una freguesia portuguesa del concelho de Ponte da Barca, con 3,38 km² de superficie y 645 habitantes (2001). Su densidad de población es de 190,8 hab/km².

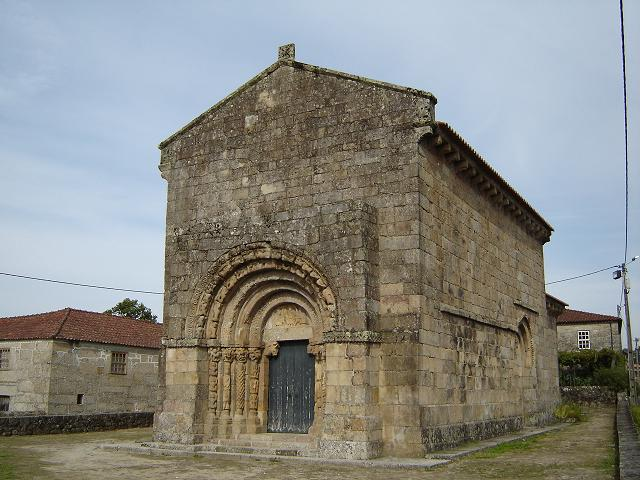
Iglesia de Bravães.